# 7月8日
7月8日（しちがつようか）は、グレゴリオ暦で年始から189日目（閏年では190日目）にあたり、年末まであと176日ある。

## できごと

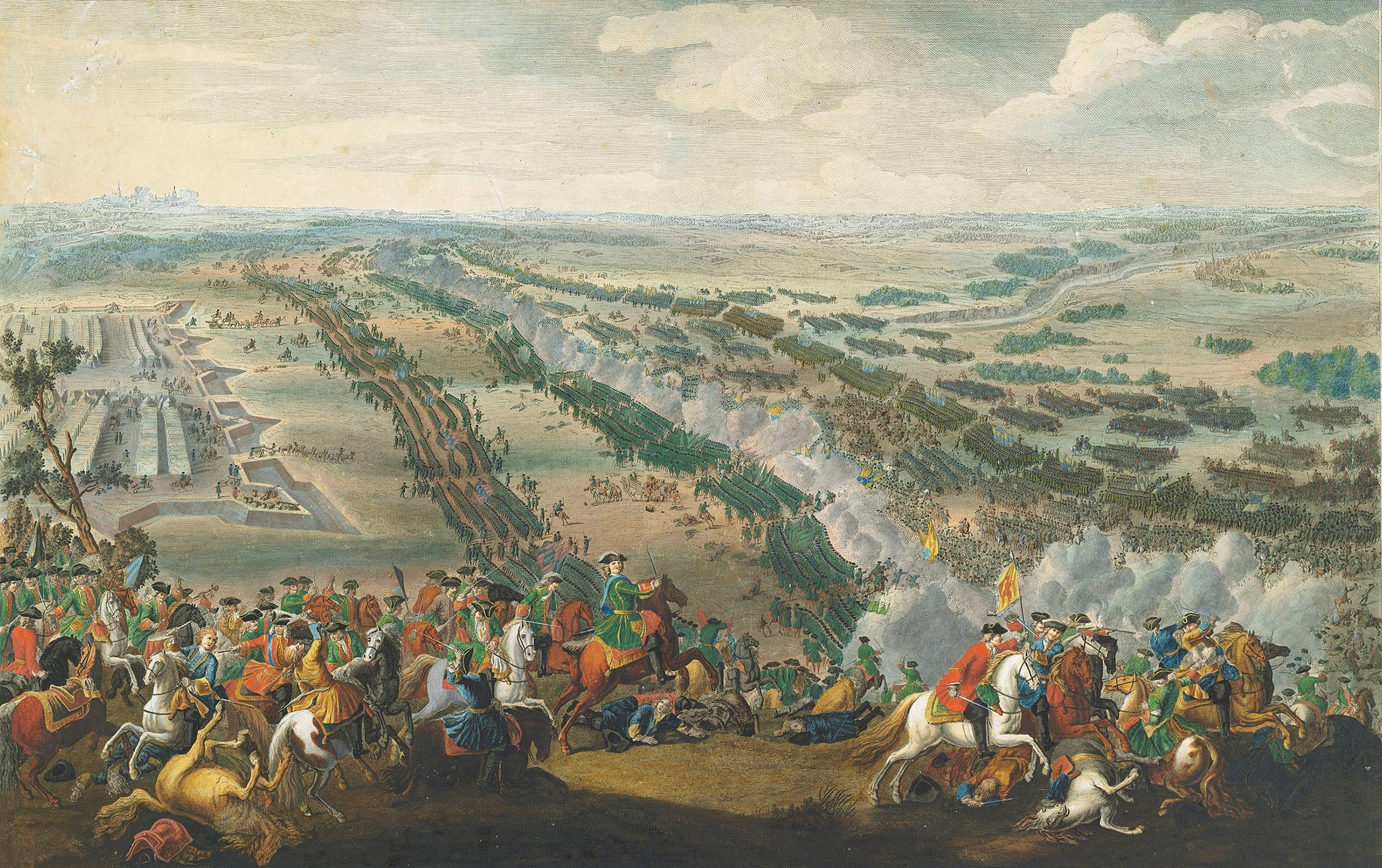
大北方戦争最大の戦闘、ポルタヴァの戦い(1709)

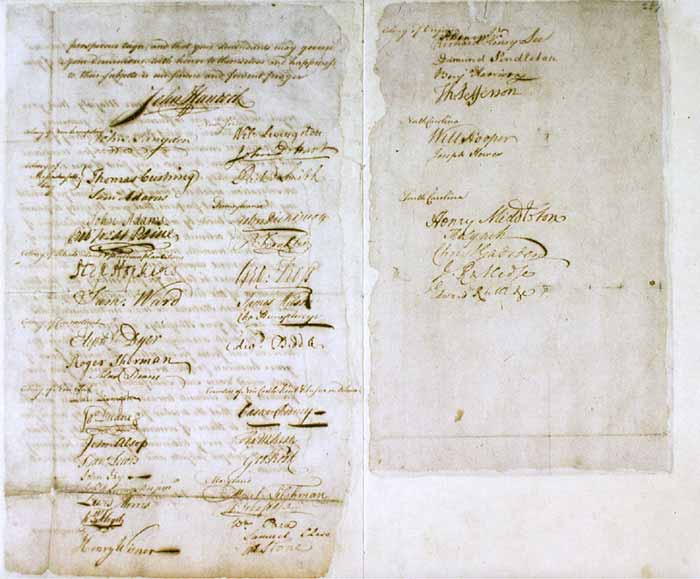
戦争回避のためアメリカの大陸会議からイギリスへ送られた最後の請願、オリーブの枝請願(1775)、

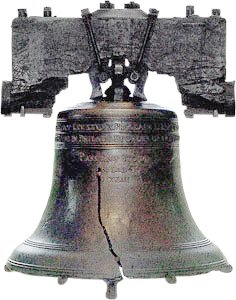
アメリカ独立宣言の朗読が行われ、自由の鐘が鳴らされる(1776)

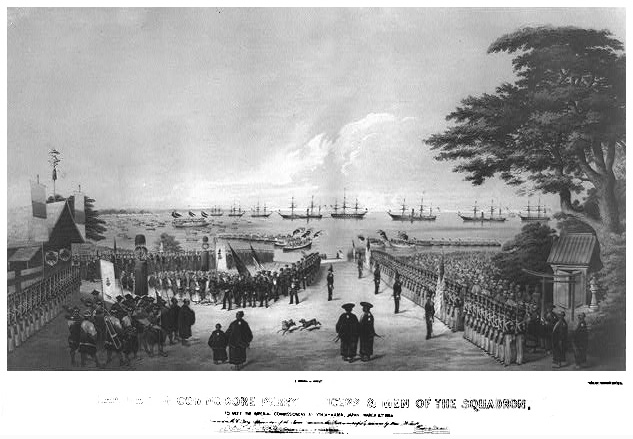
浦賀湾に黒船来航(1853)。

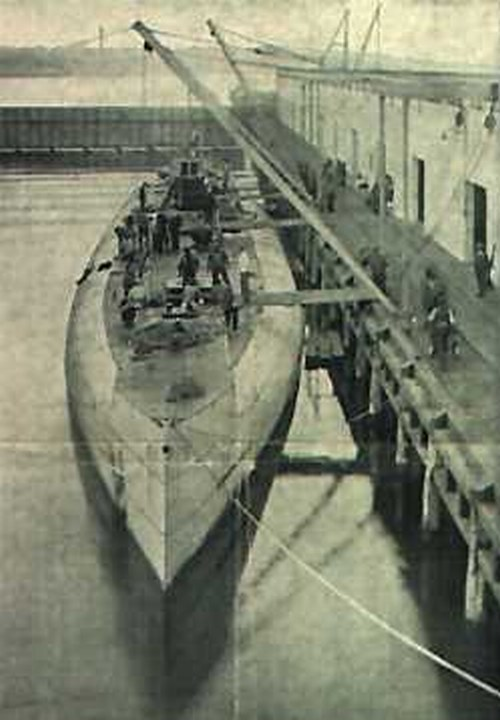
ドイツの封鎖突破船ドイッチュラントボルチモアに到達(1916)。画像はニューロンドンで撮影

ダウ平均株価が世界恐慌期間中の最安値40.56を記録(1932)。

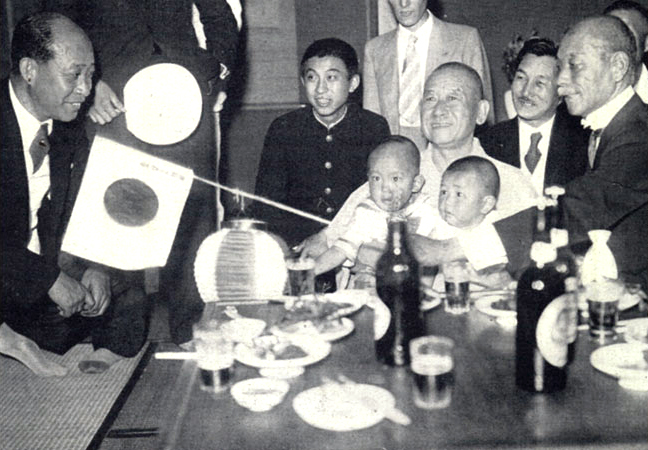
岡田内閣発足(1934)

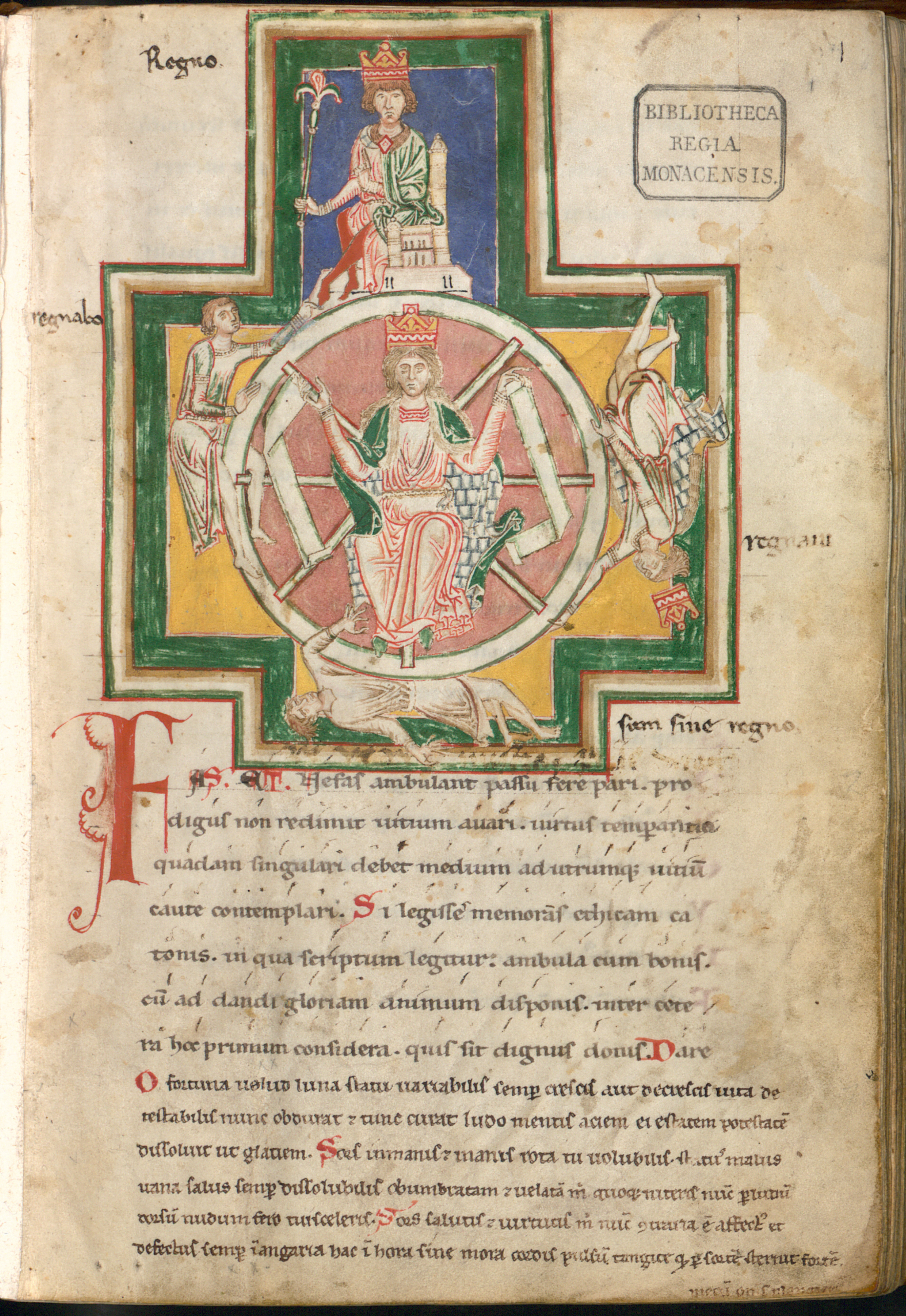
カンタータ『カルミナ・ブラーナ』初演(1937)

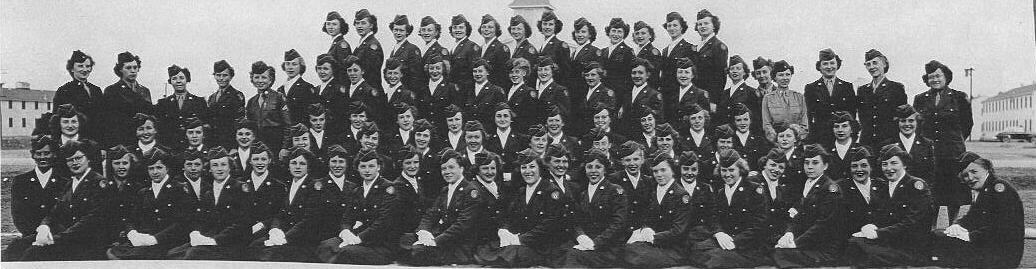
アメリカ合衆国空軍が初の女性兵士を採用(1948)。画像は同年の女性中隊

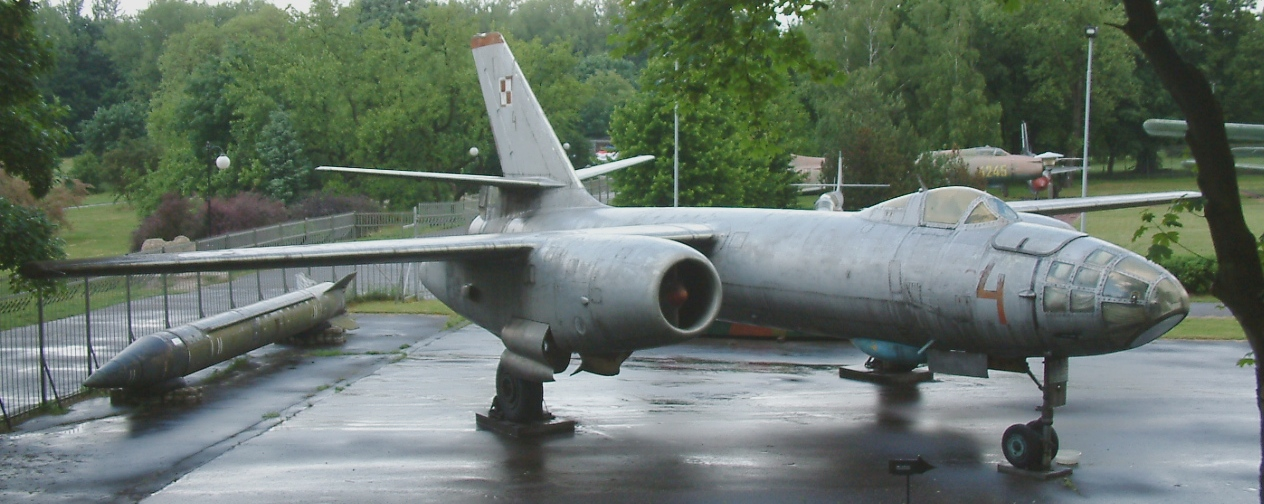
爆撃機Il-28初飛行(1948)

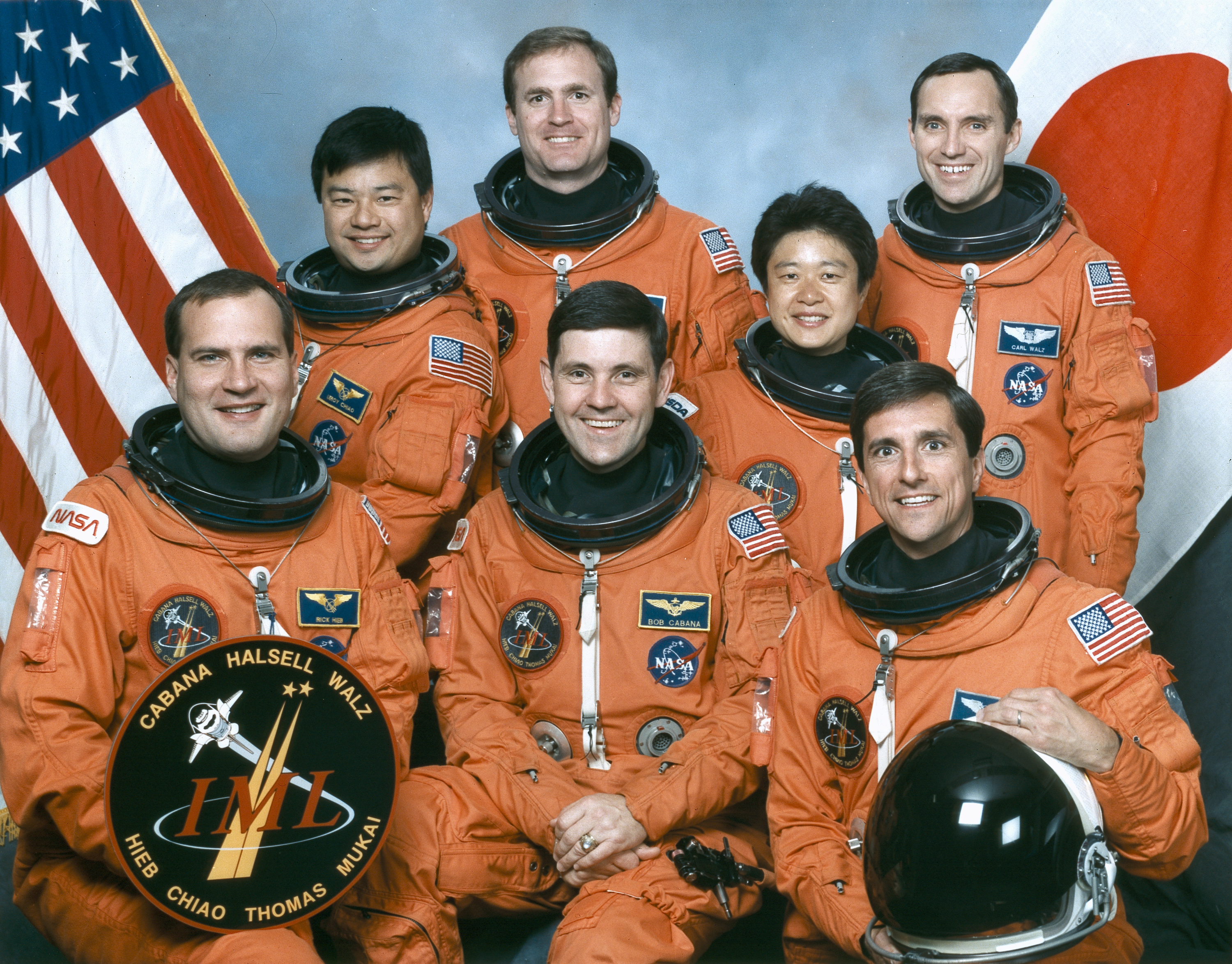
日本人女性初の宇宙飛行士向井千秋（画像中央右）が搭乗したスペースシャトルコロンビア打ち上げ(1994)

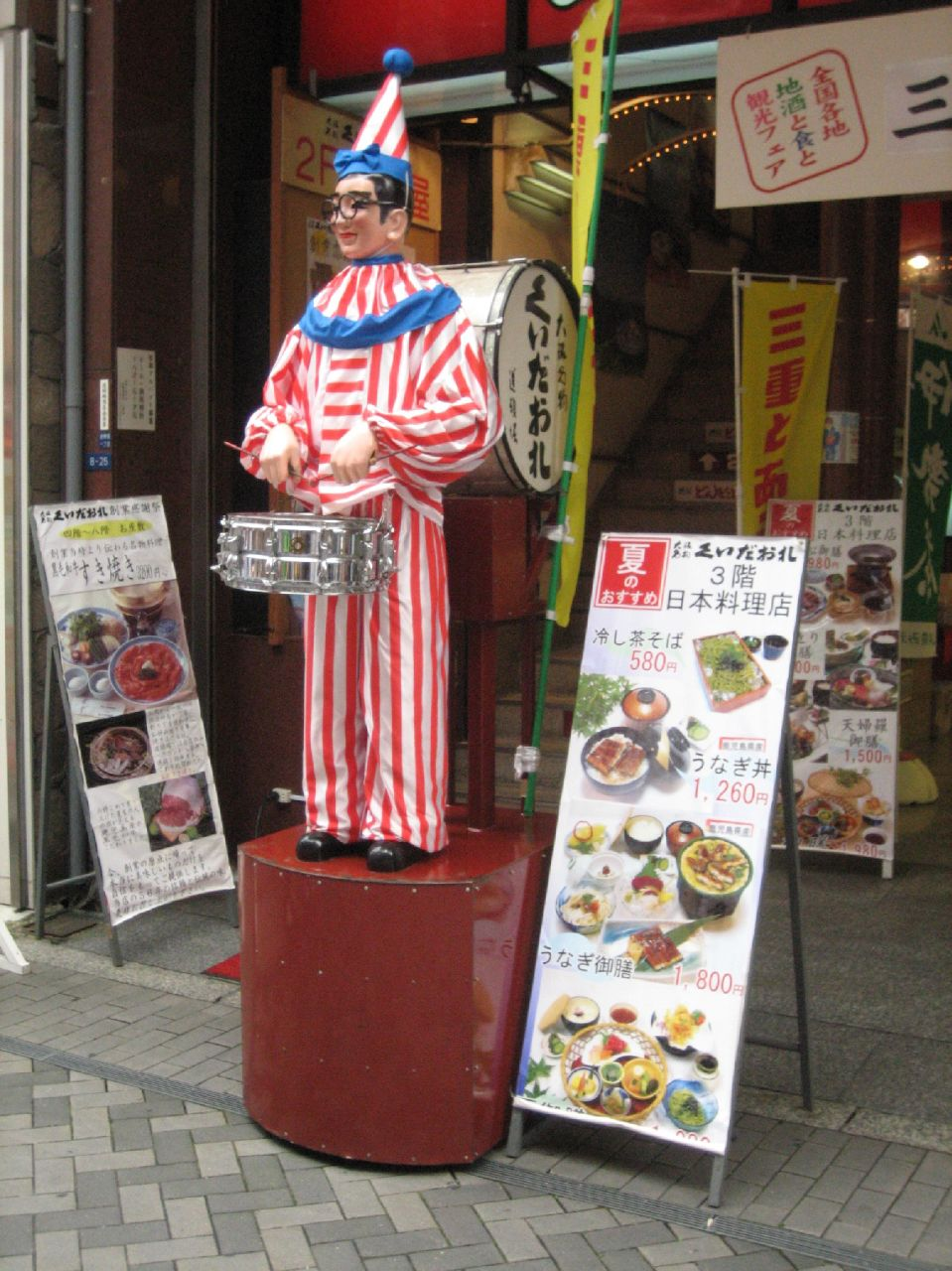
くいだおれ閉店(2008)

- 1099年 - 第1回十字軍・エルサレム攻囲戦: 十字軍がエルサレムの城外を巡る「裸足の行列」を始める。
- 1247年（宝治元年6月5日） - 宝治合戦。鎌倉幕府執権・北条時頼が幕府評定衆・三浦泰村を討ち三浦氏が滅亡。
- 1343年 - カリシュ条約がポーランド王国とドイツ騎士団との間で締結される。
- 1497年 - ヴァスコ・ダ・ガマ率いる船団がインド航路開拓のためリスボンを出港[1]。
- 1709年 - 大北方戦争: ポルタヴァの戦いが行われる。
- 1775年 - アメリカ独立戦争: 第二次大陸会議がイギリス王ジョージ3世にオリーブの枝請願を送る。
- 1776年 - アメリカ合衆国ペンシルベニア州フィラデルフィアでアメリカ独立宣言の朗読が行われ、自由の鐘が鳴らされる。
- 1815年 - ナポレオンの百日天下が終わったことにより、ルイ18世がパリに帰還して国王に復位。
- 1833年 - ロシアとオスマン帝国がウンキャル・スケレッシ条約に調印。
- 1853年（嘉永6年6月3日） - 黒船来航: マシュー・ペリー率いるアメリカ海軍所属の東インド艦隊艦船（黒船）4隻が、江戸湾浦賀湾に来航。
- 1859年 - スウェーデン＝ノルウェー王オスカル1世が死去。子のカール15世（ノルウェー王としてはカール4世）が即位。
- 1864年（元治元年6月5日） - 池田屋事件がおこる。
- 1868年（明治元年5月19日） - 北越戦争: 長岡城が陥落。
- 1868年（明治元年5月19日） - 明治政府が奈良県を設置。
- 1870年（明治3年6月10日） - 樫野埼灯台点灯。
- 1889年 - 「ウォールストリート・ジャーナル」創刊。
- 1912年 - 第三次日露協約が調印。内蒙古の権益地域をロシアと日本で分割することを協約。
- 1914年 - 孫文らが東京で中華革命党を結成する。
- 1916年 - 封鎖突破船の任を負ったドイツの商用潜水艇「ドイッチュラント」が海上封鎖を潜り抜けボルチモアに到着。
- 1921年 - イラク・バスラで気温58.8℃を記録したとされ、日本などではこれが世界最高気温であるとされる。ただし、53.8℃の誤記である可能性が指摘されているほか、『気象年鑑』からも削除されている[2]。
- 1932年 - 世界恐慌: ダウ平均株価が1929年9月3日の381.17の1/9以下になり、世界恐慌期間中の最安値を記録[3]。
- 1934年 - 日本で岡田啓介が第31代内閣総理大臣に就任し、岡田内閣が発足。
- 1937年 - トルコ・イラク・イラン・アフガニスタンがサーダーバード条約（英語版）を締結。
- 1939年 - 日本で国民徴用令公布。内地では7月15日、外地では10月1日より施行。
- 1947年 - ロズウェル事件: ロズウェル陸軍飛行場が「ロズウェル付近の牧場で空飛ぶ円盤を回収した」と発表。
- 1948年 - アメリカ合衆国空軍が初めて女性兵士を採用。 (en:Women in the Air Force (WAF)) [4]
- 1948年 - Il-28型機が初飛行。
- 1950年 - GHQが警察予備隊の創設と海上保安庁の増員（海上警備隊）を日本政府に指示。
- 1950年 - 警視庁がD・H・ローレンス作、伊藤整訳の『チャタレイ夫人の恋人』を猥褻文書として発禁[5]。（チャタレー事件）
- 1956年 - 日本で第4回参議院議員通常選挙が行われる。
- 1957年 - 砂川事件がおこる。
- 1962年 - 佐賀県太良町で地すべりが発生。死者56人、重軽傷約300人の被害[6]。
- 1963年 - 気象庁が四国地方、近畿地方、北陸地方の梅雨入りの発表を断念。梅雨入りなしは史上初。
- 1965年 - 1963年の大列車強盗の犯人の1人ロナルド・ビッグズがワンズワース刑務所を脱獄[7]。
- 1966年 - ブルンジ王国で王太子ンタレ5世が父王ムワンブツァ4世を廃位させる。9月に国王（ムワミ）の戴冠式を行うが、クーデターによって同年11月に追放された。
- 1967年 - 韓国中央情報部（KCIA）が、東ドイツにおいて北朝鮮大使館と接触しスパイ活動をしていたとして194名の韓国人を逮捕したと発表。（東ベルリン事件）
- 1967年 - 西日本で集中豪雨。死者365人[8]。
- 1969年 - IBMによって開発されたトランザクション処理システム、CICSが発売。
- 1974年 - 愛知県小牧基地を離陸した直後の航空自衛隊F-86 (航空機)が住宅地に墜落。乗員1人、住民3人が死亡、2人が重軽傷[9]。
- 1983年 - 永山則夫連続射殺事件（1969年発生）の上告審判決公判において、最高裁判所第二小法廷（大橋進裁判長）は「死刑を回避した原判決は著しく正義に反する」として控訴審・東京高等裁判所の無期懲役判決を破棄し、審理を東京地方裁判所に差し戻した。同小法廷はこの際、死刑適用基準としていわゆる「永山基準」を示した。
- 1988年 - 南インドのケーララ州の湖に掛かる鉄橋での急行列車が脱線し湖に転落（en）。死者107名。
- 1990年 - 1990 FIFAワールドカップの決勝戦で西ドイツがアルゼンチンを降し優勝。
- 1991年 - 十日間戦争: スロベニア政府が勝利宣言を発する。
- 1994年 - ナポリ・サミット開幕。
- 1994年 - STS-65ミッションでスペースシャトル・コロンビア打ち上げ。日本人女性初の宇宙飛行士向井千秋が搭乗。
- 1999年 - 中央省庁等改革基本法・地方分権一括法が成立。同年7月16日公布。
- 2003年 - 阪神タイガースが非優勝チームの中では史上最速のマジックナンバー49が点灯。
- 2005年 - シンガポールで開かれていたIOC総会で2012年ロンドンオリンピックからの野球とソフトボールの実施競技除外を決定[10]。
- 2008年 - 大阪名物くいだおれが閉店。
- 2008年 - 東京ディズニーランドホテルオープン[11]。
- 2009年 - 2005年に発生したJR福知山線脱線事故で、神戸地検がJR西日本の山崎正夫社長を業務上過失致死傷罪で神戸地裁に起訴。
- 2014年 - 2014 FIFAワールドカップの準決勝第1戦がベロオリゾンテのミネイロン・スタジアムで行われ、ブラジルがドイツに1-7の惨敗を喫した。（ミネイロンの惨劇）
- 2016年 - アメリカ合衆国と韓国は、在韓米軍にTHAADミサイル配備を決定[12]。
- 2022年 - 元内閣総理大臣の安倍晋三が奈良県奈良市の大和西大寺駅前で選挙演説中に、男に手製の銃で銃撃され死亡した（安倍晋三銃撃事件）[13][14]。

## 誕生日

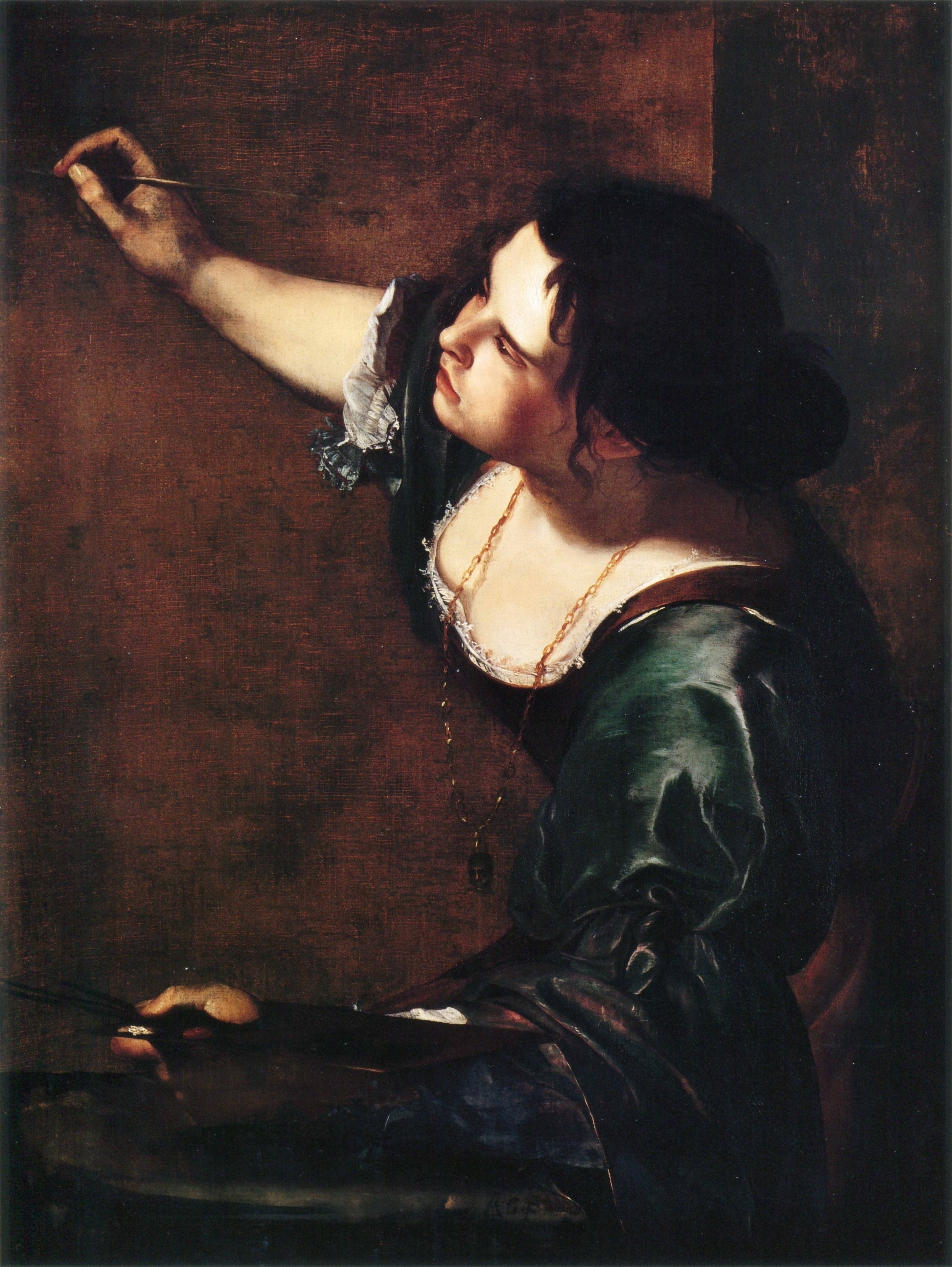
画家アルテミジア・ジェンティレスキ(1593-1653)誕生。画像は自画像(1630s)

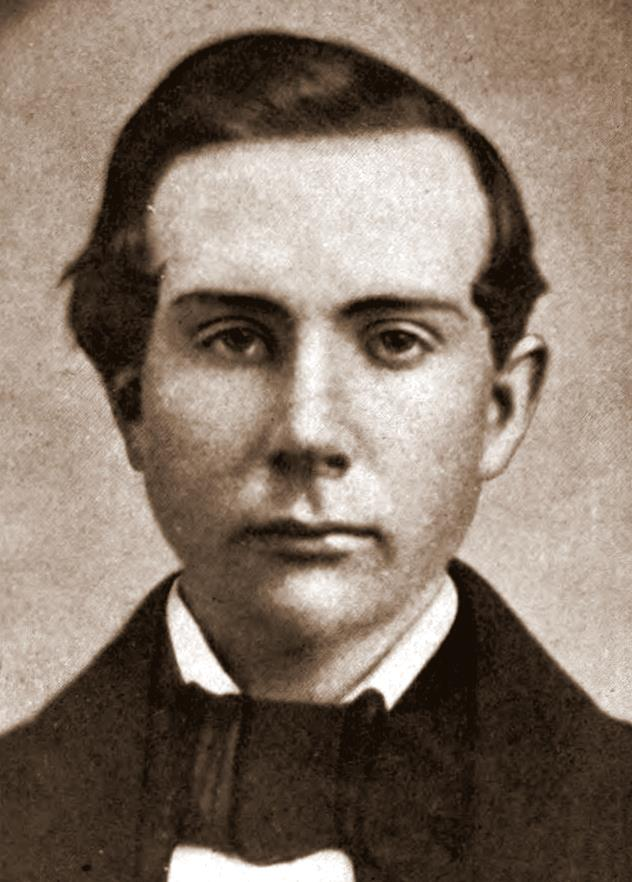
実業家、「石油王」ジョン・D・ロックフェラー(1839-1937)

| 馬鹿な友ほど危険なものなし、賢い敵の方がまし。――『寓話集』「熊と庭好き男」（右画像は挿絵） |

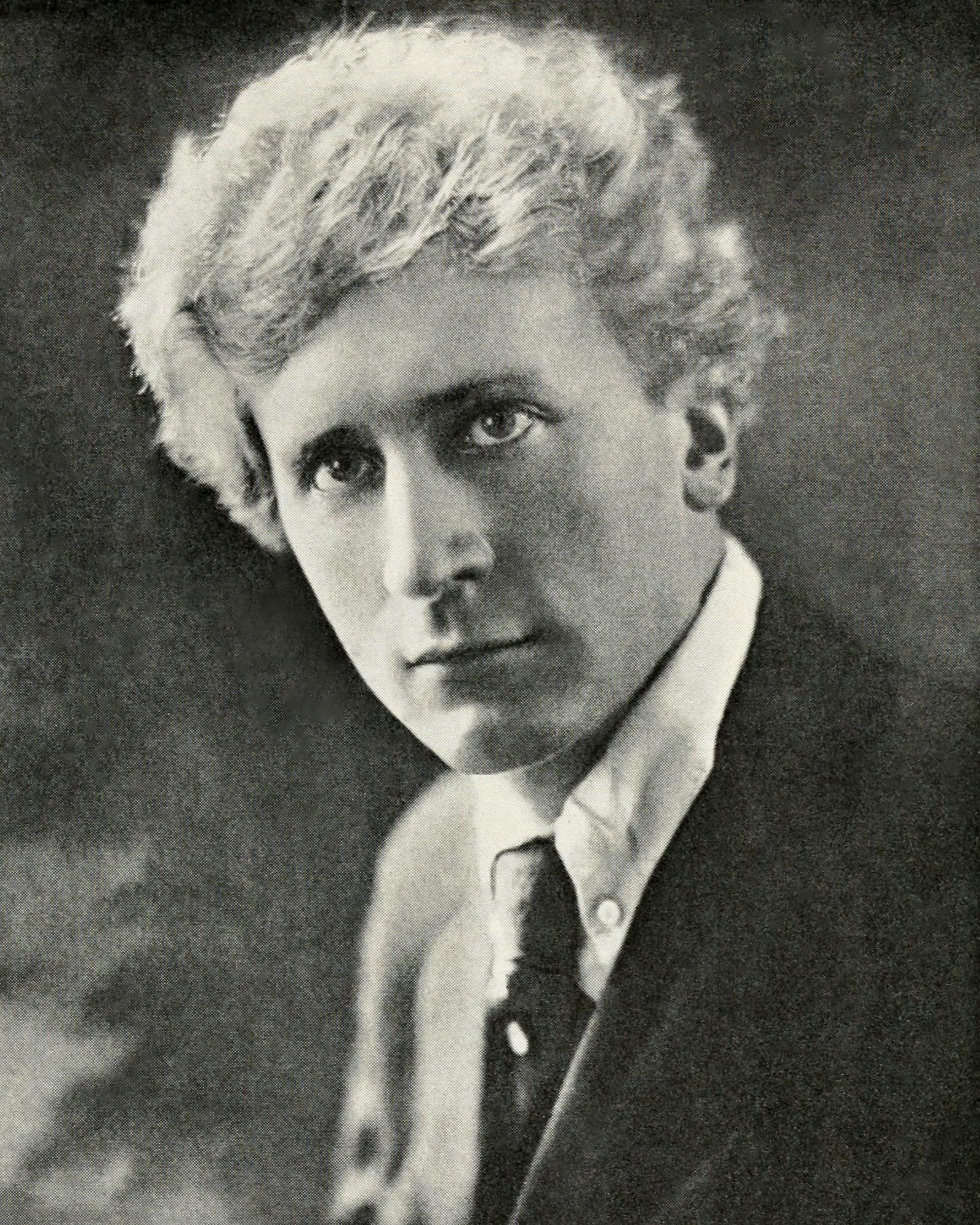
ピアニスト・作曲家、パーシー・グレインジャー(1882-1961)

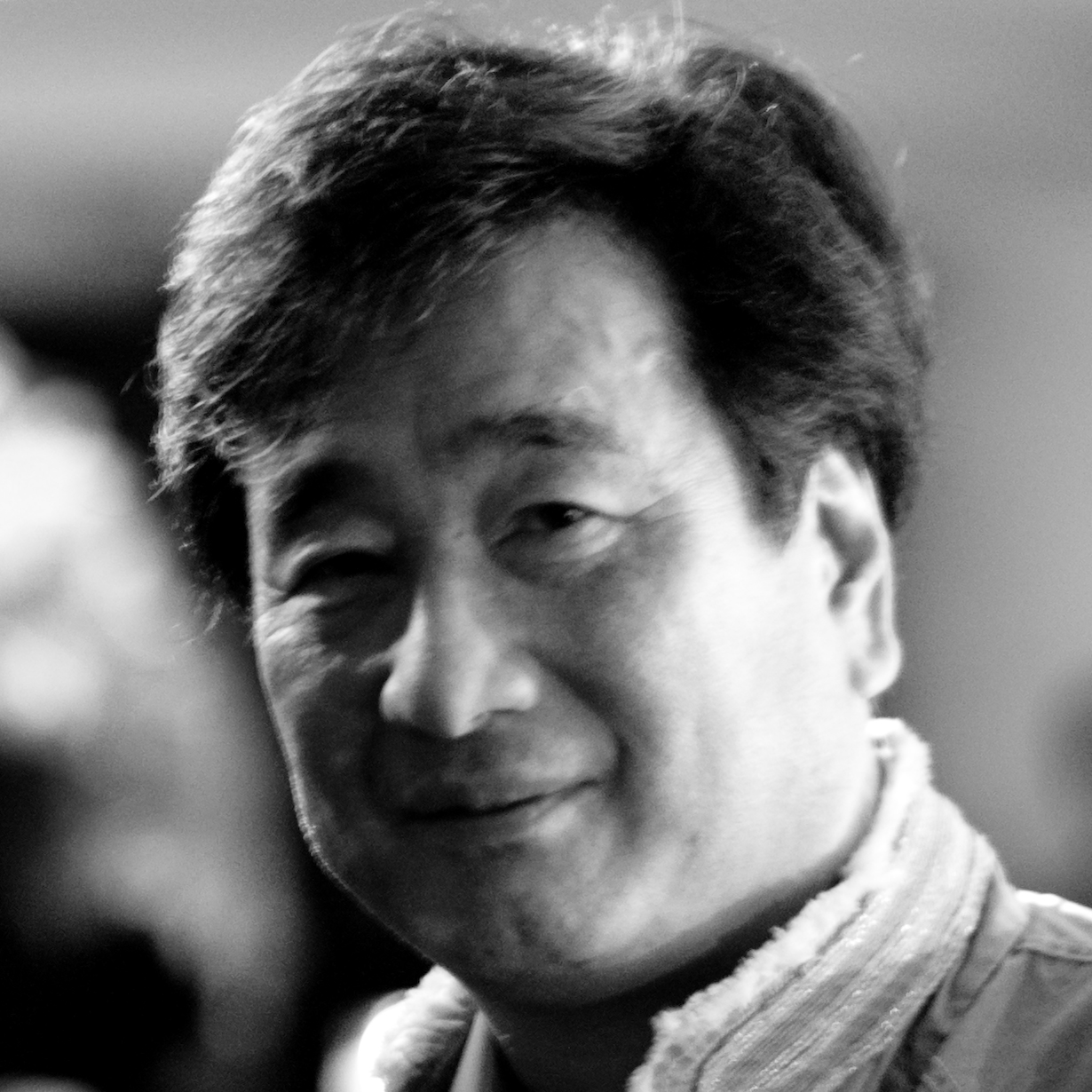
作曲家、三枝成彰(1942-)

- 1528年 - エマヌエーレ・フィリベルト (サヴォイア公)、アオスタ伯、モーリエンヌ伯、ニース伯（+ 1580年）
- 1545年 - カルロス (アストゥリアス公)、スペインの王太子、アストゥリアス公（+ 1568年）
- 1593年 - アルテミジア・ジェンティレスキ、画家（+ 1653年）
- 1621年 - ジャン・ド・ラ・フォンテーヌ、詩人（+ 1695年）
- 1760年 - クリスチャン・クランプ、数学者（+ 1826年）
- 1830年 - フレデリック・ウィリアム・スワード、第6代アメリカ合衆国国務次官補（+ 1915年）
- 1831年 - ジョン・ペンバートン、南部連合国軍人、薬剤師、コカ・コーラの発明者（+ 1888年）
- 1836年 - ジョゼフ・チェンバレン、イギリス植民地大臣（+ 1914年）
- 1838年 - フェルディナント・フォン・ツェッペリン、軍人、航空工学者（+ 1917年）
- 1839年 - ジョン・D・ロックフェラー、実業家（+ 1937年）
- 1840年（天保11年6月10日） - 岩村通俊、農商務大臣、宮中顧問官、初代北海道庁長官（+ 1915年）
- 1840年 - マヌエル・デ・アリアガ、政治家、初代ポルトガル大統領（+ 1917年）
- 1841年 - ヴィンチェンツォ・ラグーザ、彫刻家（+ 1927年）
- 1851年 - アーサー・エヴァンズ、考古学者（+ 1941年）
- 1854年 - 初代海山太郎、大相撲力士（+ 1926年）
- 1857年 - アルフレッド・ビネー、心理学者（+ 1911年）
- 1862年 - ハンク・オーデイ、元プロ野球選手（+ 1935年）
- 1867年 - ケーテ・コルヴィッツ、版画家、彫刻家（+ 1945年）
- 1872年（明治5年6月3日） - 佐佐木信綱、歌人、国文学者（+ 1963年）
- 1876年 - アレクサンドロス・パパナスタシオウ、弁護士、社会学者、政治家（+ 1936年）
- 1882年 - パーシー・グレインジャー、ピアノ奏者、作曲家（+ 1961年）
- 1885年 - エルンスト・ブロッホ、哲学者（+ 1977年）
- 1892年 - リチャード・オールディントン、作家、詩人、イマジスト運動の初期の主要人物（+ 1962年）
- 1894年 - ピョートル・カピッツァ、物理学者（+ 1984年）
- 1894年 - イーゴリ・タム、物理学者（+ 1971年）
- 1900年 - ジョージ・アンタイル、作曲家、ピアニスト（+ 1959年）
- 1901年 - 渡辺大陸、元プロ野球監督（+ 1955年）
- 1903年 - 杉狂児、俳優、歌手（+ 1975年）
- 1904年 - アンリ・カルタン、数学者（+ 2008年）
- 1906年 - 村上実、元プロ野球選手、監督（+ 1999年）
- 1907年 - ジョージ・ロムニー、政治家、実業家（+ 1995年）
- 1908年 - ネルソン・ロックフェラー、政治家、第41代アメリカ合衆国副大統領（+ 1979年）
- 1908年 - 東山魁夷、画家（+ 1999年）
- 1911年 - 由利聖子、児童文学作家（+ 1943年）
- 1914年 - ビリー・エクスタイン、スウィング時代のジャズ・シンガー、ポップ・シンガー、バンドリーダー（+ 1993年）
- 1918年 - 清水秀雄、元プロ野球選手（+ 1964年）
- 1919年 - ヴァルター・シェール、政治家、西ドイツ大統領（+ 2016年）
- 1920年 - 伊夫伎一雄、元三菱銀行頭取（+ 2009年）
- 1921年 - 多田文久三、元プロ野球選手（+ 2005年）
- 1923年 - ハリソン・ディラード、元陸上競技選手（+ 2019年）
- 1924年 - ジョニー・ジョンソン、ピアニスト（+ 2005年）
- 1926年 - エリザベス・キューブラー＝ロス、精神科医（+ 2004年）
- 1933年 - 小野寺克男、元プロ野球選手
- 1934年 - マーティ・フェルドマン、俳優、コメディアン、脚本家（+ 1982年）
- 1935年 - ヴィタリー・セバスチャノフ、宇宙飛行士（+ 2010年）
- 1936年 - 大城美佐子、民謡歌手 （+ 2021年）
- 1938年 - 今津光男、元プロ野球選手（+ 2005年）
- 1939年 - 吉行理恵、小説家、詩人（+ 2006年）
- 1939年 - 橋本淳、作詞家
- 1941年 - ガイ・ミッチェル、プロレスラー（+ 2010年）
- 1942年 - 三枝成彰、作曲家
- 1943年 - ジョージ・カルバー、元プロ野球選手
- 1944年 - ジェフリー・タンバー、俳優、声優
- 1945年 - 大谷昭宏、ジャーナリスト、評論家
- 1945年 - 大木凡人、タレント、レポーター
- 1945年 - ミシュリン・カルミー＝レイ、政治家
- 1946年 - 水野誠一、実業家、政治家
- 1947年 - 元谷芙美子、実業家、APAホテル社長
- 1947年 - 牧憲二郎、元プロ野球選手
- 1947年 - キム・ダービー、女優
- 1948年 - 小坂忠、ゴスペルシンガー（+ 2022年）
- 1948年 - 山下司、元プロ野球選手
- 1948年 - 小山隆治、元陸上競技選手（+ 2018年）
- 1948年 - ラフィ、ミュージシャン、音楽プロデューサー
- 1948年 - ウルフギャング・パック、料理人、実業家
- 1951年 - 橋詰直道、地理学者、駒澤大学教授
- 1951年 - アンジェリカ・ヒューストン、女優
- 1952年 - ジャック・ランバート、元アメリカンフットボール選手
- 1952年 - マリアン・ウィリアムソン、著作家
- 1953年 - 平松秀敏、元プロ野球選手
- 1956年 - 中村有志、タレント
- 1957年 - 麻生圭子、作詞家、エッセイスト
- 1957年 - 山崎ていじ、演歌歌手
- 1958年 - ケビン・ベーコン、俳優
- 1958年 - ツィッピー・リヴニ、政治家
- 1959年 - 川口和久、元プロ野球選手
- 1959年 - ロバート・ネッパー、俳優
- 1959年 - 石田英司、テレビディレクター
- 1959年 - 西田昌史、シンガーソングライター、音楽プロデューサー
- 1960年 - 秋山博康、警察官
- 1960年 - 藤川政人、政治家
- 1960年 - 西浦敏弘、元プロ野球選手
- 1961年 - 三谷幸喜、脚本家
- 1961年 - アンディ・フレッチャー、ミュージシャン（デペッシュ・モード）(+ 2022年)
- 1961年 - トビー・キース、カントリー歌手、俳優　(+ 2024年)
- 1962年 - ジョーン・オズボーン、シンガーソングライター
- 1963年 - 桜沢エリカ、漫画家
- 1964年 - 八代英輝、国際弁護士
- 1964年 - 林雪、俳優
- 1965年 - 久世星佳、女優
- 1967年 - クラウス・チュッチャー、政治家、元リヒテンシュタイン首相
- 1967年 - 大西健晴、声優
- 1967年 - 陳小春、歌手、俳優
- 1968年 - ビリー・クラダップ、俳優
- 1968年 - マイケル・ウェザリー、俳優
- 1968年 - 三嶌誠司、競艇選手
- 1969年 - SUGIZO、ミュージシャン、ギタリスト（LUNA SEA、X JAPAN、THE LAST ROCKSTARS）
- 1969年 - アーニー・ヤング、元プロ野球選手
- 1969年 - 宮内敦士、俳優、声優、ナレーター
- 1969年 - 安永亜衣、女優
- 1970年 - ベック、ミュージシャン
- 1970年 - 斎藤英津子、元キャスター
- 1970年 - トッド・マーティン、元プロテニス選手
- 1971年 - 西靖、アナウンサー
- 1971年 - 小城錦康年、元大相撲力士、年寄14代中立
- 1971年 - 野々垣武志、元プロ野球選手
- 1971年 - カレン・プレストン、フィギュアスケート選手
- 1972年 - 谷原章介、俳優
- 1972年 - ヒライケンジ、お笑い芸人
- 1972年 - なるみ、お笑いタレント
- 1973年 - キャスリーン・ロバートソン、女優
- 1973年 - メディ・サドゥン、俳優、歌手
- 1973年 - ヴァレリー・ザルジニー、軍人
- 1974年 - カルロス・タバレス、野球選手
- 1974年 - 西川美和、映画監督、脚本家
- 1974年 - エルヴィル・バリッチ、元サッカー選手
- 1974年 - ドラゴスラヴ・イェヴリッチ、元サッカー選手
- 1975年 - アマラ、歌手
- 1975年 - ハビエル・デルガド、サッカー選手
- 1975年 - 岩瀬健、元サッカー選手、元フットサル選手、サッカー指導者
- 1975年 - クレール・ケーム、女優、歌手
- 1975年 - レジス・ラコーニ、オートバイレーサー
- 1976年 - 柴田博之、元プロ野球選手
- 1976年 - タラール・エル＝カルクーリー、元サッカー選手、指導者
- 1977年 - クリスティアン・アッビアーティ、元サッカー選手
- 1977年 - 入江徹、元プロサッカー選手、指導者
- 1977年 - パオロ・ティラロンゴ、自転車競技（ロードレース）選手
- 1977年 - マイロ・ヴィンティミリア、俳優
- 1977年 - 王治郅、元バスケットボール選手
- 1978年 - ウルマス・ローバ、元サッカー選手
- 1979年 - 寺地貴弘、元テニス選手
- 1979年 - 飯島徹郎、アナウンサー
- 1979年 - 陶山隼、作曲家、アレンジャー
- 1979年 - オレシャ・クラスノモベツ、陸上競技選手
- 1980年 - ロビー・キーン、元サッカー選手
- 1980年 - 戸崎圭太、騎手
- 1980年 - マリウシュ・フィルステンベルク、プロテニス選手
- 1980年 - 梁泰栄、体操選手
- 1981年 - アナスタシア・ミスキナ、テニス選手
- 1981年 - 大貫さん、お笑い芸人（夫婦のじかん、元タカダ・コーポレーション）
- 1981年 - 鈴木繭菓、元タレント
- 1981年 - 鈴木啓太、元サッカー選手
- 1981年 - 江島啓一、ドラマー（サカナクション）
- 1981年 - 久光重貴、フットサル選手（+ 2020年）
- 1981年 - 朝霧唯、AV女優
- 1981年 - シャレーン・フラナガン、陸上競技選手
- 1981年 - 郭泰輝、元サッカー選手
- 1981年 - アナスタシア・ミスキナ、プロテニス選手
- 1982年 - レニエル・ピント、プロ野球選手
- 1982年 - 吉原功兼、アナウンサー
- 1982年 - 安田翔伍、調教師
- 1982年 - ジョシュア・アルバ、俳優
- 1982年 - ソフィア・ブッシュ、女優
- 1982年 - 富澤清太郎、元プロサッカー選手
- 1982年 - ペンデルトン・ウォード、アニメーター、脚本家
- 1982年 - ハキム・ウォリック、バスケットボール選手
- 1983年 - 根元俊一、元プロ野球選手
- 1983年 - 柳瀬明宏、元プロ野球選手
- 1983年 - 中津真莉、女優
- 1983年 - 近藤一樹、元プロ野球選手
- 1983年 - アリ＝ペッカ・ヌルメンカリ、フィギュアスケート選手
- 1983年 - ジョン・ボウカー、プロ野球選手
- 1983年 - 宮本卓也、元サッカー選手（+2022年）
- 1983年 - アントニオ・ミランテ、サッカー選手
- 1983年 - ダニエル・ナバーロ、自転車競技（ロードレース）選手
- 1983年 - 糟谷悟、元陸上競技選手
- 1984年 - 田代沙織、タレント
- 1984年 - 藤岡勇貴、キャスター、元アナウンサー
- 1984年 - アレクシス・ジーナ、女優
- 1984年 - ダニエラ・サラヒバ、スーパーモデル
- 1985年 - ジェイミー・クック、ギタリスト（アークティック・モンキーズ）
- 1985年 - 田坂祐介、元サッカー選手
- 1985年 - ジドゥ・エル・モクタール、陸上競技選手
- 1985年 - ナターワン・ガシモワ、バレーボール選手
- 1985年 - アジズベク・ハイダロフ、元サッカー選手
- 1985年 - カミラ・モレノ、フォークロック系シンガーソングライター
- 1986年 - リーヴァイ・ミューエンバーグ、プロフリーランニング選手
- 1986年 - ハイメ・ガルシア、元プロ野球選手
- 1986年 - ケーン・アルドリノ、第17代ジブラルタル市長
- 1986年 - マヌ・バレイロ、サッカー選手
- 1986年 - ケンザ・ファラー、シンガーソングライター、ラッパー、R&Bシンガー
- 1986年 - ジェイク・マクドーマン、俳優
- 1987年 - 枡田慎太郎、元プロ野球選手
- 1987年 - クリスチャン・フリードリック、プロ野球選手
- 1987年 - ジョシュ・ハリソン、プロ野球選手
- 1987年 - タマリ・ミヤシロ、バレーボール選手
- 1987年 - フアン・カルロス・パレデス、プロサッカー選手
- 1987年 - ヴラダ・ロスリャコヴァ、ファッションモデル
- 1988年 - 若ノ鵬寿則、元大相撲力士
- 1988年 - クセニヤ・シュミリナ、フィギュアスケート選手
- 1988年 - ジャーネイル・ヘイズ、陸上競技選手
- 1988年 - サンチャゴ・ガルシア、サッカー選手
- 1988年 - ミゲル・ロケ・ファレーロ、サッカー選手
- 1988年 - ジェシー・サージェント、自転車競技選手
- 1988年 - 高山薫、サッカー選手
- 1989年 - 濱野りれ、タレント、モデル
- 1989年 - 天明麻衣子、フリーアナウンサー
- 1989年 - ヤーデン・ジェルビ、柔道家
- 1989年 - ステヴァン・イェロヴァツ、バスケットボール選手
- 1990年 - アレクサンドル・マキシム、サッカー選手
- 1990年 - ケヴィン・トラップ、サッカー選手
- 1990年 - ウィルソン・エドゥアルド、サッカー選手
- 1990年 - ケルミト・エラスマス、サッカー選手
- 1990年 - ベリト・カウフフェルト、バレーボール選手
- 1991年 - 寺嶋由芙、アイドル
- 1991年 - フィルジル・ファン・ダイク、サッカー選手
- 1991年 - エネス・サールク、サッカー選手
- 1991年 - 大﨑玲央、サッカー選手
- 1992年 - クリスチャン・デムーロ、騎手
- 1992年 - スカイ・フェレイラ、シンガーソングライター、モデル、女優
- 1992年 - ソン・フンミン、サッカー選手
- 1992年 - 塚原頌平、元プロ野球選手
- 1992年 - パク・キョン、歌手（Block B）
- 1992年 - マイク・ガーバー、プロ野球選手
- 1992年 - 冨岡健翔、俳優（元ジャニーズJr.）
- 1992年 - フランシスコ・カルボ、サッカー選手
- 1992年 - アドリアーノ・ベルミロ・ドゥアルテ・ニコラウ、サッカー選手
- 1992年 - ハルル・ハンソン、サッカー選手
- 1992年 - イヴァン・オルデツ、サッカー選手
- 1992年 - カレブ・プラント、プロボクサー
- 1992年 - サヒル・スハイミ、サッカー選手
- 1993年 - グラント・ジェレット、バスケットボール選手
- 1993年 - デヴィッド・コレンスウェット、俳優、脚本作家、映像監督
- 1993年 - エルギス・カチェ、サッカー選手
- 1994年 - 溝口恵、ファッションモデル
- 1994年 - 百瀬朔、俳優
- 1994年 - さいとうなり、タレント、女優
- 1994年 - 矢後太規、大相撲力士
- 1994年 - 石橋静河、女優
- 1994年 - フィル・バウハウス、自転車競技（ロードレース）選手
- 1994年 - オパ・エンゲット、サッカー選手
- 1994年 - マルク・カルドナ、サッカー選手
- 1996年 - 古畑星夏、ファッションモデル、女優
- 1996年 - 吉田嵩、元プロ野球選手
- 1996年 - 中村稔弥、プロ野球選手
- 1996年 - マーロン・ハンフリー、アメリカンフットボール選手
- 1996年 - アンジェラ・リー、総合格闘家
- 1997年 - トミー・ロメロ、プロ野球選手
- 1997年 - デイヴィッド・ブルックス、プロサッカー選手
- 1997年 - アレクサンドル・チクルダウ、サッカー選手
- 1997年 - リコ・ヘンリー、サッカー選手
- 1998年 - ジェイデン・スミス、俳優
- 1998年 - ヤン・カラモウ、サッカー選手
- 1998年 - ダニエル・マルティン・フェルナンデス、サッカー選手
- 1998年 - ジェイデン・スミス、俳優、ラッパー、歌手、ソングライター、ファッションモデル
- 1998年 - マヤ・ホーク、女優、モデル
- 1999年 - 鈴木なな子、プロボクサー
- 1999年 - アンナ・ホール、バレーボール選手
- 1999年 - 上村謙信、ラッパー、ダンサー、タレント、ONE N'ONLY
- 2000年 - 宮道りん、レスリング選手
- 2000年 - アミル・サイピ、サッカー選手
- 2000年 - ベンジャミン・ストックハム、俳優
- 2000年 - 佐藤佳奈子、タレント
- 2001年 - ベンジャミン・ニグレン、サッカー選手
- 2003年 - 琴栄峰央起、大相撲力士
- 2004年 - アヤコノ、ベーシスト
- 2004年 - ジョウ、アイドル（&TEAM）
- 2004年 - 安村真奈、ファッションモデル
- 2004年 - キャム・ウィットモア、プロバスケットボール選手
- 2006年 - イザベラ・サーモン、女優、モデル
- 2008年 - 弓桁朱琴、歌手（モーニング娘。）
- 生年不詳 - 斉木美帆、声優
- 生年不詳 - 倉持竜也、声優
- 生年不詳 - 永井涼、声優
- 生年不詳 - 川津安代、声優

## 忌日

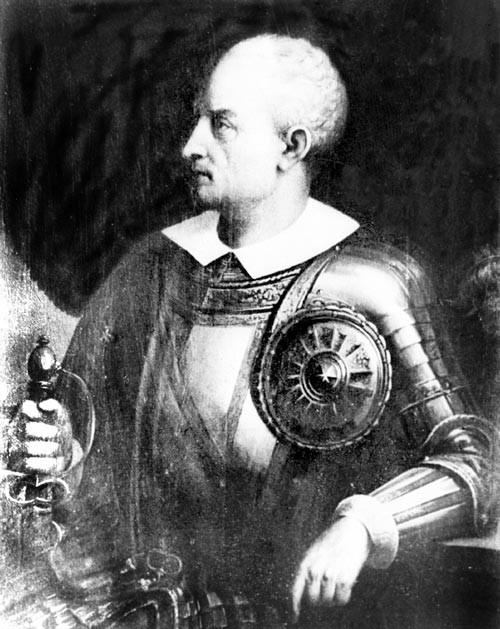
ディエゴ・デ・アルマグロ(1479-1538)没。

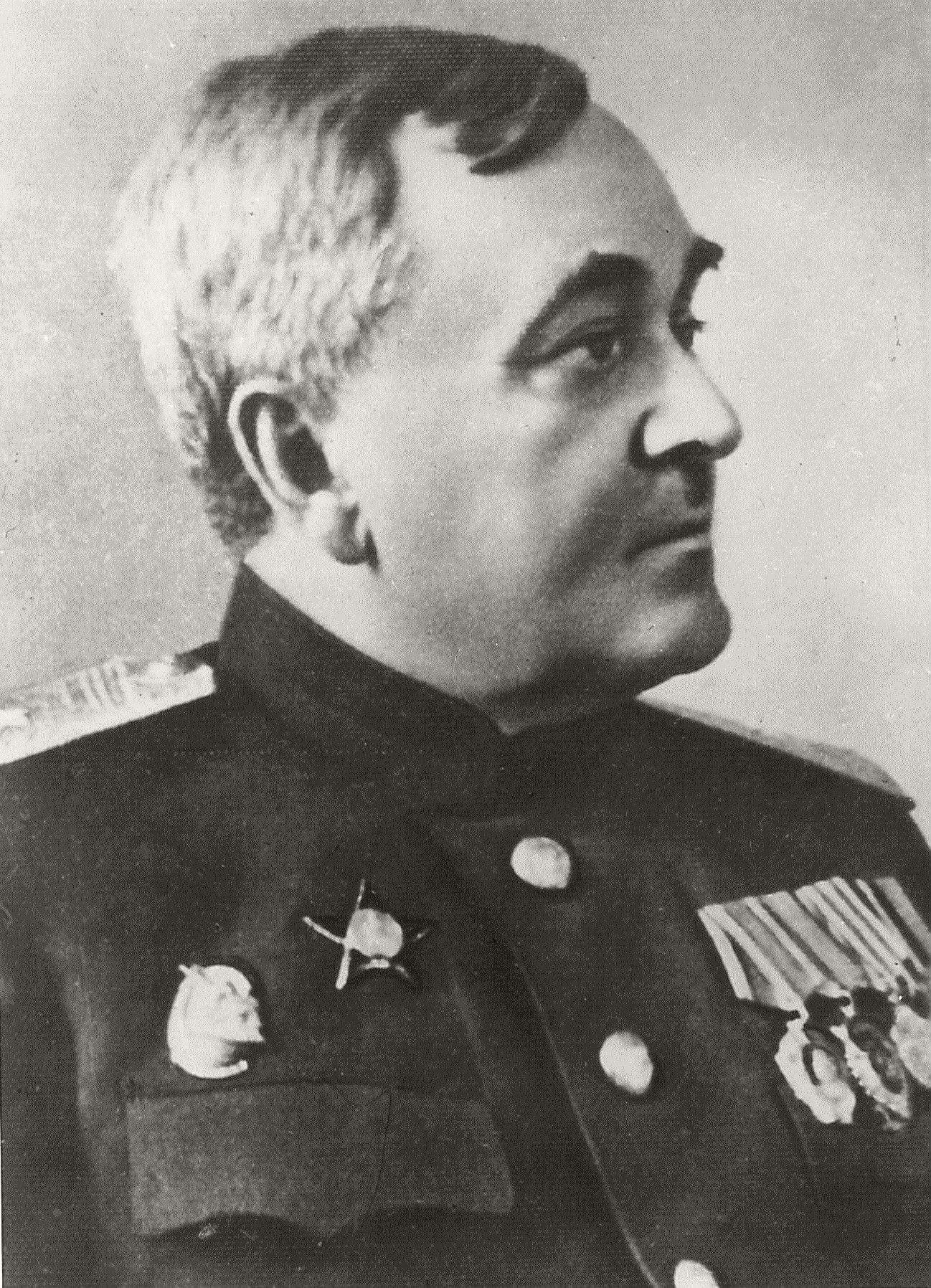
作曲家アレクサンドル・アレクサンドロフ(1883-1946)没。

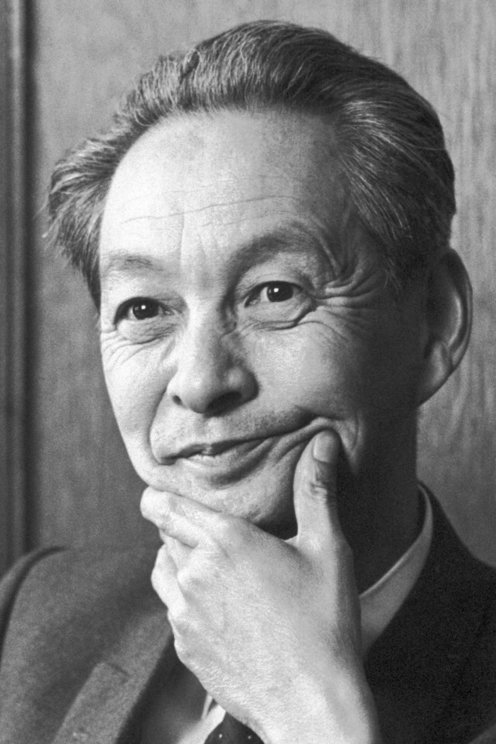
物理学者朝永振一郎(1906-1979)没。

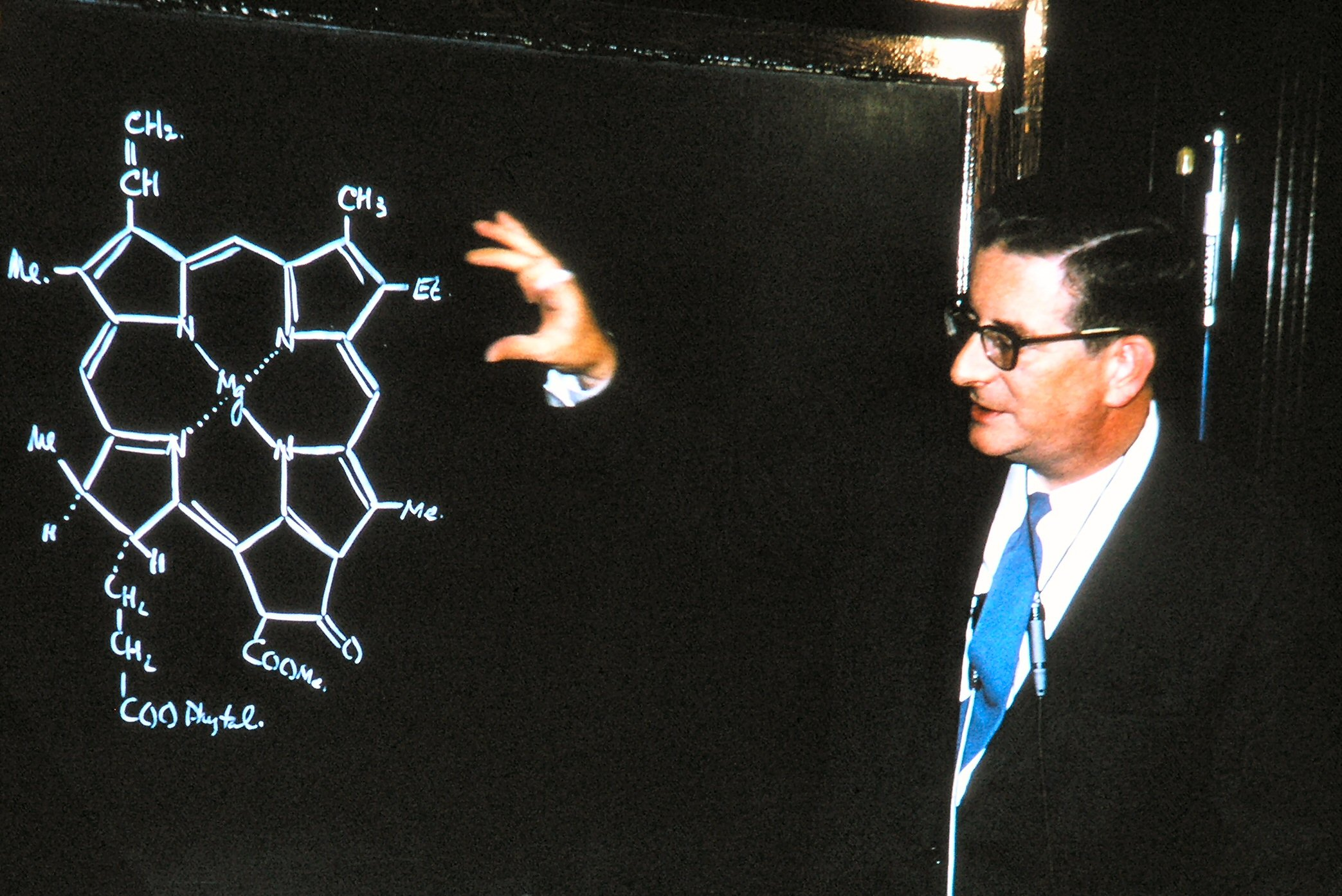
化学者ロバート・バーンズ・ウッドワード(1917-1979)没。

- 975年 - エドガー、イングランド王（* 942年頃）
- 994年 - リヒャルディス・フォン・ズアラフェルトガウ、オーストリア辺境伯レオポルト1世の妃（* 945年/950年）
- 1115年 - 隠者ピエール、11世紀末にフランス北部のアミアンにいた司祭（* 生年不詳）
- 1153年 - エウゲニウス3世、第167代ローマ教皇（* 生年不詳）
- 1184年 - オットー1世、ブランデンブルク辺境伯（* 1128年頃）
- 1247年 - 毛利季光、鎌倉時代前期の武士（* 1202年）
- 1249年 - アレグザンダー2世、スコットランド王（* 1189年）
- 1253年 - テオバルド1世、フランスのシャンパーニュ伯（* 1201年）
- 1325年 - イスマーイール1世、ナスル朝スルターン（* 1279年）
- 1422年 - ミシェル・ド・フランス、フランス王シャルル6世と王妃イザボー・ド・バヴィエール（バイエルン公シュテファン3世の娘）の五女で、ブルゴーニュ公フィリップ3世（善良公）の最初の妻（* 1395年）
- 1521年 - ジョルジ・アルヴァレス、探検家（* 生年不詳）
- 1538年 - ディエゴ・デ・アルマグロ、チリを発見したコンキスタドール（* 1479年）
- 1538年 - フェルナン・メンデス・ピント、冒険家、著述家（* 1509年）
- 1560年（永禄3年6月15日） - 長宗我部国親、土佐国の戦国大名（* 1504年）
- 1583年 - フェルナン・メンデス・ピント、冒険家、著述家
- 1586年（天正14年5月22日） - 蜂須賀正勝、羽柴秀吉の家臣（* 1526年）
- 1597年（慶長2年5月24日） - ルイス・フロイス、イエズス会宣教師（* 1532年）
- 1623年 - グレゴリウス15世、第234代ローマ教皇（* 1554年）
- 1658年（明暦4年6月8日） - 伊達秀宗、宇和島藩主（* 1591年）
- 1695年 - クリスティアーン・ホイヘンス、数学者、物理学者（* 1629年）
- 1705年（宝永2年5月18日） - 徳川綱教、第3代和歌山藩主、徳川吉宗の兄（* 1665年）
- 1710年 - ジャン・ドノー・ド・ヴィゼ、劇作家、ジャーナリスト（* 1638年）
- 1717年（享保2年5月30日） - 井伊直興、江戸幕府大老　(*1656年)
- 1726年 - アントニオ・マリア・ボノンチーニ、作曲家、チェリスト(*1677年)
- 1766年 - マリーア・ヴィットーリア・フランチェスカ・ディ・サヴォイア、サヴォイア家当主として初めて国王となったヴィットーリオ・アメデーオ2世の非嫡出の娘(*1690年)
- 1773年 - フランシス・グレヴィル、貴族（*1719年）
- 1779年 - ロバート・バーティー、貴族（*1756年）
- 1784年 - トルビョルン・ベリマン、化学者、鉱物学者（*1735年）
- 1808年 - フリードリヒ・メディクス、植物学者、医師（* 1736年）
- 1822年 - パーシー・ビッシュ・シェリー、詩人（* 1792年）
- 1823年 - ヘンリー・レイバーン、（* 1756年）
- 1839年 - ミラン・オブレノヴィッチ2世、セルビア公（* 1819年）
- 1850年 - アドルファス、王族。ケンブリッジ公。* 1774年）
- 1853年 - カール・フリードリヒ (ザクセン＝ヴァイマル＝アイゼナハ大公)、ザクセン＝ヴァイマル＝アイゼナハ大公* 1783年）
- 1855年 - ウィリアム・エドワード・パリー、イギリス海軍の少将（* 1790年）
- 1859年 - オスカル1世、スウェーデン王（* 1799年）
- 1863年 - ウィリアム・ハミルトン (第11代ハミルトン公爵)、イギリスの貴族、政治家（* 1811年）
- 1864年（元治元年6月5日） - 宮部鼎蔵、尊攘派志士（* 1820年）
- 1864年（元治元年6月5日） - 吉田稔麿、長州藩士（* 1841年）
- 1873年 - フランツ・ヴィンターハルター、画家（* 1805年）
- 1875年 - フランシス・プレストン・ブレア・ジュニア、政治家、南北戦争中の北軍司令官（* 1821年）
- 1876年 - ヨーゼフ・デッサウアー、作曲家（* 1798年）
- 1882年 - ハブロット・ナイト・ブラウン、イラストレーター（* 1815年）
- 1895年 - ヨハン・ロシュミット、化学者、物理学者（* 1821年）
- 1906年 - マティアス・モレノ、画家（* 1840年）
- 1907年 - ソーフス・ブッゲ、文献学者（* 1833年）
- 1913年 - ルイ・エモン、小説家（* 1880年）
- 1917年 - トム・トムソン、イラストレーター、画家（* 1877年）
- 1918年 - エウゼビ・グエイ、実業家、政治家（* 1846年）
- 1920年 - ヘンリー・アダムズ・トンプソン、禁酒主義者、教授（* 1837年）
- 1934年 - バンジャマン・バイヨー、天文学者（* 1848年）
- 1940年 - 吉行エイスケ、詩人（* 1906年）
- 1941年 - フィリップ・ゴーベール、作曲家（* 1879年）
- 1943年 - ジャン・ムーラン、フランスのレジスタンス指導者（* 1899年）
- 1944年 - 矢野英雄、日本海軍の中将（* 1894年）
- 1946年 - アレクサンドル・アレクサンドロフ、作曲家（* 1883年）
- 1962年 - ジョルジュ・バタイユ、小説家、評論家（* 1897年）
- 1962年 - 下総皖一、作曲家（* 1898年）
- 1965年 - 河野一郎、政治家（* 1898年）
- 1967年 - ヴィヴィアン・リー、女優（* 1913年）
- 1979年 - 朝永振一郎、物理学者、ノーベル物理学賞受賞者（* 1906年）
- 1979年 - ロバート・バーンズ・ウッドワード、有機化学者、ノーベル化学賞受賞者（* 1917年）
- 1979年 - 中村三之丞、政治家（* 1894年）
- 1980年 - 多田裕計、小説家、俳人（* 1912年）
- 1982年 - 宮田隆、作詞家（* 1913年）
- 1983年 - 高柳重信、俳人（* 1923年）
- 1985年 - サイモン・クズネッツ、経済学者（* 1901年）
- 1988年 - レイモンド・バーブチ、陸上競技選手（* 1905年）
- 1988年 - 安住敦、俳人、随筆家（* 1907年）
- 1989年 - 荒垣秀雄、新聞記者、コラムニスト（* 1903年）
- 1994年 - 金日成、北朝鮮国家主席（* 1912年）
- 1994年 - 須貝四郎、騎手（* 1949年）
- 1996年 - ジム・バーマ、元プロ野球選手（* 1931年）
- 1997年 - 中原美紗緒、シャンソン歌手、女優（* 1931年）
- 1998年 - 村社講平、陸上競技選手（* 1905年）
- 1999年 - テルターク・エレメール、フィギュアスケート選手（* 1918年）
- 1999年 - 内藤国夫、ジャーナリスト、評論家、毎日新聞編集委員（* 1937年）
- 2001年 - エルンスト・バイアー、フィギュアスケート選手（* 1905年）
- 2001年 - 十七代目市村羽左衛門、歌舞伎役者（* 1916年）
- 2002年 - ウォード・キンボール、アニメーター、映画監督（* 1914年）
- 2003年 - 稲田悦子、フィギュアスケート選手、コーチ（* 1924年）
- 2003年 - 奥谷通、実業家、政治家（* 1951年）
- 2005年 - 串田孫一、哲学者、随筆家（* 1916年）
- 2005年 - 三船浩、歌手（* 1929年）
- 2006年 - ジューン・アリソン、女優（* 1917年）
- 2006年 - 北川荘平、小説家（* 1930年）
- 2006年 - サビーネ・デュンサー (Sabine Dünser)、ヘヴィメタル歌手（エリス）（* 1977年）
- 2007年 - ジェリー伊藤、俳優、歌手（* 1927年）
- 2007年 - 木村東道、書家（* 1935年）
- 2007年 - 伊東かおる、漫談家（* 1948年）
- 2007年 - 村上恵梨、タレント（* 1982年）
- 2007年 - カルロス・アドリアーノ・デ・ジョス・ソアレス、サッカー選手（* 1984年）
- 2008年 - 辻協、陶芸家（* 1930年）
- 2009年 - 内藤隆福、実業家、元オリンパス光学工業社長（* 1905年）
- 2009年 - 川喜田二郎、地理学者、文化人類学者、東京工業大学名誉教授（* 1920年）
- 2011年 - ベティ・フォード、第38代アメリカ合衆国大統領・ジェラルド・R・フォード夫人（* 1918年）
- 2011年 - 大町正人、歌手、セカンドテナー（* 1937年）
- 2012年 - アーネスト・ボーグナイン、俳優（* 1917年）
- 2012年 - 山田三郎、元陸上競技選手（* 1922年）
- 2012年 - ライオネル・バティスト、歌手、ドラマー（* 1931年）
- 2015年 - 白坂長栄、プロ野球選手（* 1922年）
- 2015年 - 沖浦和光、社会学者、民俗学者、桃山学院大学名誉教授（* 1927年）
- 2015年 - 相倉久人、音楽評論家（* 1931年）
- 2015年 - 吉川廣和、実業家、元同和鉱業（現DOWAホールディングス）社長（* 1942年）
- 2015年 - アーウィン・キーズ、俳優（* 1952年）
- 2015年 - 宮脇敏、プロ野球選手（* 1952年）
- 2015年 - 石田長生、ギタリスト（* 1952年）
- 2017年 - エルザ・マルティネッリ、女優（* 1935年）
- 2017年 - 横山菁児、作曲家、編曲家（* 1935年）
- 2017年 - おかべりか、漫画家（* 1950年）
- 2017年 - ネルサン・エリス、俳優（* 1977年）
- 2018年 - タブ・ハンター、俳優、歌手（* 1931年）
- 2018年 - フランク・ラムジー、バスケットボール選手（* 1931年）
- 2018年 - カルロ・ヴァンツィーナ、映画監督（* 1951年）
- 2018年 - オリヴァー・ナッセン、作曲家、指揮者（* 1952年）
- 2018年 - ウィリアム・ナイト、バスケットボール選手（* 1979年）
- 2019年 - 竹村健一、政治評論家（* 1930年）
- 2019年 - 重宗昌幸、実業家、元明電舎社長（* 1930年）
- 2019年 - ロージー・ルイーズ、陸上競技選手（* 1953年）
- 2020年 - 永田峰雄、テノール歌手（* 1954年）
- 2020年 - ナヤ・リヴェラ、女優、歌手（* 1987年）
- 2021年 - 三角保之、政治家、元熊本県熊本市長（* 1940年）
- 2021年 - エイドリアン・メトカーフ、陸上競技選手（* 1942年）
- 2021年 - 久木田重和、会計学者、東京経済大学元学長・名誉教授（* 1943年）
- 2022年 - ルイス・エチェベリア、政治家、第50代メキシコ大統領（* 1922年）
- 2022年 - ラリー・ストーチ、俳優、コメディアン、声優（* 1923年）
- 2022年 - トニー・シリコ、俳優（* 1942年）
- 2022年 - ジョゼ・エドゥアルド・ドス・サントス、郡司、政治家、第2代アンゴラ大統領（* 1942年）
- 2022年 - グレゴリー・イッツェン、俳優（* 1948年）
- 2022年 - 安倍晋三、政治家、第90・96・97・98代内閣総理大臣（* 1954年）
- 2023年 - エベリン・ウィトキン、遺伝学者（* 1921年）
- 2024年 - 正司照枝、漫才師（かしまし娘）（* 1933年）
- 2024年 - 山本順之、能楽師（* 1938年）
- 2024年 - 布施勉、法学者、元横浜市立大学学長（* 1941年）

### 人物以外（動物など）
- 2000年 - トントン、ジャイアントパンダ（* 1986年）

## 記念日・年中行事

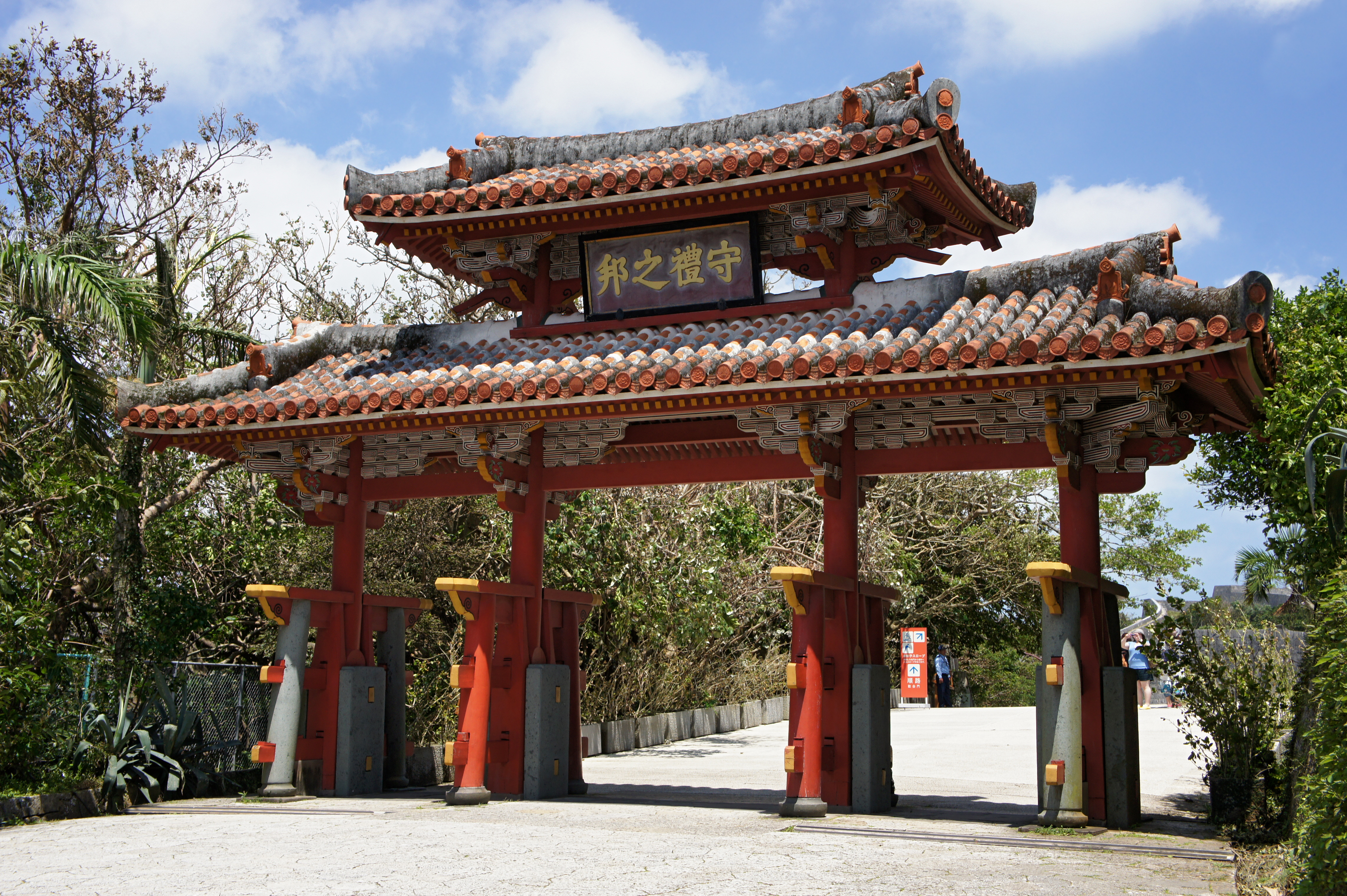
なはの日。画像は守礼門

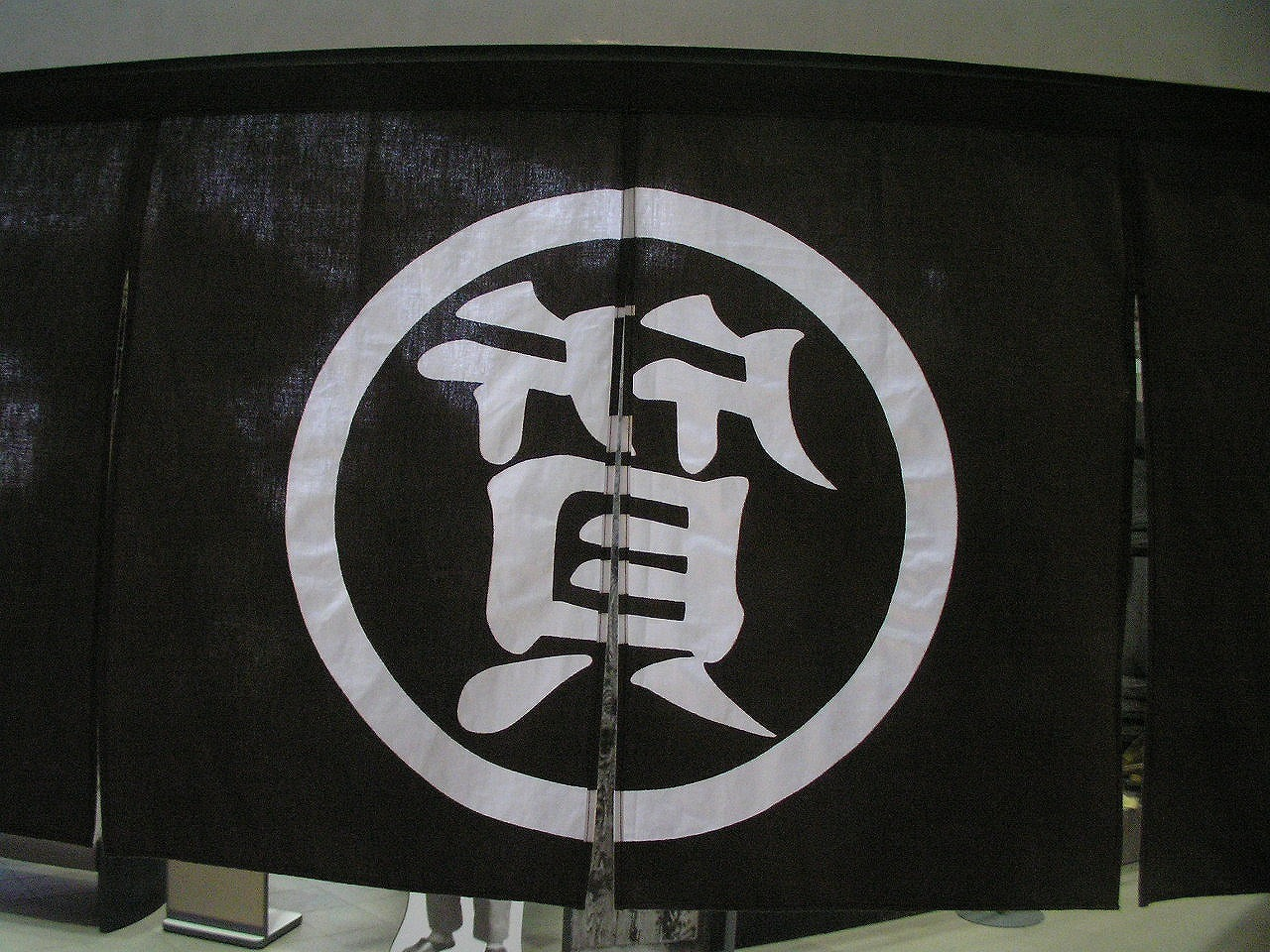
質屋の日

- 質屋の日（ 日本）
全国質屋組合連合会が制定。日付は、「しち(7)や(8)」の語呂合わせから[15]。
- 中国茶の日（ 日本）
NPO法人日本中国茶協会が制定。日付は、中国語の七（チー）と日本語の八（や）で「ちゃ」と読む語呂合わせから[16]。
- 外務省開庁記念日（ 日本）
明治2年7月8日（新暦1869年8月15日）に明治新政府が外務省を創設したことに由来[17]。
- なはの日（ 日本）
7月8日は数字の語呂合わせで「ナハ」と読めることから。元々1999年に民間のグループが制定したものであるが、2004年から沖縄県那覇市の「那覇の日制定実行委員会」と行政と企業が「なはの日」のイベントを実施している[18]。
- ベイエフエムの日（ 日本）
ベイエフエムが制定。78.0MHzの周波数から来ている。
- 防犯カメラの日（ 日本）
株式会社日本防犯システムが制定。日付は「な(7)くなれ犯(8)罪」の語呂合わせから[19]。